# カザレオーネ
カザレオーネ（伊: Casaleone）は、イタリア共和国ヴェネト州ヴェローナ県にある、人口約5,500人の基礎自治体（コムーネ）。

## 地理

### 位置・広がり

#### 隣接コムーネ
隣接するコムーネは以下の通り。括弧内のMNはマントヴァ県所属を示す。
- チェレーア
- ガッツォ・ヴェロネーゼ
- オスティーリア (MN)
- サングイネット

### 気候分類・地震分類
気候分類では、zona E, 2324 GGに分類される。
また、イタリアの地震リスク階級 (it) では、zona 3 (sismicità bassa) に分類される。